# Lista de pessoas envolvidas na Operação Lava Jato
A tabela abaixo lista as pessoas envolvidas na Operação Lava Jato da Polícia Federal do Brasil, incluindo condenados e absolvidos; réus a serem julgados; denunciados e indiciados a serem acatados ou não como réu; aqueles não acatados e arquivados ou rejeitados; e investigados com inquérito ainda não concluído. A lista inclui tanto políticos quanto parentes de políticos e operadores do esquema (doleiros, funcionários ou diretores das empresas envolvidas e servidores públicos). 
Para uma lista apenas das pessoas condenadas, veja a lista de pessoas condenadas na Operação Lava Jato.
Para uma lista somente dos políticos indiciados ou citados, sem contar operadores do esquema ou parentes, confira a tabela Lista de políticos envolvidos na Operação Lava Jato (nesta página) e o ranking de partidos políticos com maior número de políticos indiciados na Lava Jato.

## Histórico
Desde o início da operação, em março de 2014, investigaram-se os doleiros Alberto Youssef, Carlos Habib Chater, Nelma Kodama e Raul Henrique Srour, presos. Com a prisão do doleiro Youssef, ainda em 2014, descobriu-se um vínculo com Paulo Roberto Costa, que passou a ser investigado, e foi preso. Paulo Roberto Costa e Youssef, em suas delações premiadas, citaram uma série de envolvidos, que passaram a ser investigados. Estiveram entre os envolvidos funcionários da Petrobras como Nestor Cerveró, Jorge Zelada (último ex-diretor a ser preso), Eduardo Musa, Pedro Barusco e Renato Duque, empreiteiros, como Gerson Almada, Marcelo Odebrecht, Otávio Azevedo e Ricardo Pessoa, além de políticos diversos que passaram a ser investigados, como André Vargas, cassado, pela sua ligação com Youssef, Luiz Argolo e Pedro Corrêa, e operadores como Adir Assad. e Fernando Soares, todos presos em determinados momentos da operação.
Em 2015, a partir da delação premiada de Pedro Barusco, investigaram-se João Vaccari Neto, Renato Duque e Zwi Skornicki, e a partir da delação de Eduardo Musa, investigou-se o presidente da Câmara dos Deputados, Eduardo Cunha, posteriormente afastado, cassado e preso. Em seguida investigaram-se Flávio David Barra e Othon Luiz Pinheiro da Silva, presos, em uma fase posteriormente desmembrada, e encaminhada a outro juízo, no Rio de Janeiro. Em agosto de 2015, com a delação de Ricardo Pessoa, José Dirceu, Alexandre Romano, José Adolfo Pascowitch e Milton Pascowitch passaram a ser investigados, e alvos de operações, batizadas de Pixuleco e Pixuleco II. A partir destas operações foram investigados e alvos de operações José Antunes Sobrinho e Roberto Gonçalves. Em novembro de 2015, Delcídio do Amaral, que era investigado, foi preso em flagrante, por obstrução de justiça, ao ser flagrado em áudio, tramando a fuga de Nestor Cerveró com objetivo de evitar uma delação premiada do ex-diretor da Petrobras, em uma operação autorizada pelo relator Teori Zavascki, que autorizou a prisão de André Esteves, na mesma operação.
Em 2016, investigaram-se Marcos Valério (preso no mensalão) e José Carlos Bumlai, preso.  No mesmo ano, investigaram-se João Santana e sua esposa, em uma operação batizada de Acarajé, presos, e posteriormente delataram.  Em seguida, investigaram-se Luiz Inácio Lula da Silva, alvo de condução coercitiva e condenado em julho de 2017; Silvio Pereira, Delúbio Soares e Gim Argello, presos.  Em maio de  2016, investigou-se João Cláudio Genu e em agosto Ildefonso Colares Filho.  Em meados do ano, com as delações de João Santana e esposa, investigou-se Eike Batista.  Ιnvestigaram-se e prenderam-se em setembro de 2016 Antonio Palocci, a partir da delação de Delcídio, e Guido Mantega, sendo Mantega solto no mesmo dia.  Ao fim do ano, investigou-se Sérgio Cabral, alvo da Operação Calicute, posteriormente desmembrada pelo STF, resultando numa série de desdobramentos que investigou a esposa de Cabral, Adriana Ancelmo, prendeu Eike Batista, doleiros, e conselheiros do TCE-RJ.

## Lista
| Nome                                         | Cargo                                                                 | Associação                                            | Envolvimento | Resultado |
| -------------------------------------------- | --------------------------------------------------------------------- | ----------------------------------------------------- | --- | --- |
| Adir Assad                                   | Lobista/empresário                                                    | Ligado a Renato Duque                                 | Condenado | Condenação por lavagem de dinheiro e associação criminosa a 9 anos e 10 meses de reclusão. |
| Aécio Neves                                  | Ex-senador Deputado Federal                                           | PSDB-MG                                               | 2 citações arquivadas 5 inquéritos em andamento | Acusação por corrupção anulada pela não apresentação de provas válidas, o que levou a anulação também das acusações de lavagem de dinheiro dentro do inquérito |
| Affonso Henriques Monnerat Alves Da Cruz     | Secretário estadual de Governo (RJ)                                   | Luiz Fernando Pezão                                   | Investigado junto a Luiz Fernando Pezão por lavagem de dinheiro, organização criminosa e corrupção ativa e passiva.                                      | Preso preventivamente na Operação Boca de Lobo. |
| Afonso Hamm                                  | Deputado federal                                                      | PP-RS                                                 | Investigado em inquérito | Investigação não finalizada |
| Agenor Franklin Magalhães Medeiros           | Diretor                                                               | Construtora OAS                                       | Condenado | Condenação por pertinência a organização criminosa, corrupção ativa, lavagem de dinheiro a 16 anos e 4 meses de reclusão. |
| Aguinaldo Ribeiro                            | Deputado federal                                                      | PP-PB                                                 | Condenado | Investigação não finalizada |
| Alexandre Portela Barbosa                    | Advogado                                                              | Construtora OAS                                       | Condenado | Não finalizado |
| Alberto Elísio Vilaça Gomes                  | Ex-diretor da área de óleo e gás                                      | Mendes Júnior                                         | Condenado | Condenação por corrupção ativa e associação criminosa a 10 anos de reclusão, com regime fechado para o início do cumprimento da pena e multa de R$ 762.750,00. |
| Aldemir Bendine                              | Ex-presidente                                                         | Petrobras                                             | Condenado. Preso temporariamente na 42ª fase da operação.                                                                                                | Condenação por corrupção passiva e lavagem de dinheiro a 11 anos de prisão. |
| Alexandrino de Salles Ramos de Alencar       | Ex-diretor                                                            | Odebrecht                                             | Condenado | Condenação por lavagem de dinheiro e corrupção ativa a 15 anos, 7 meses e 10 dias de prisão em regime fechado. |
| Aline Corrêa                                 | Ex-deputada federal                                                   | PP-SP                                                 | Investigada em inquérito | Investigação não finalizada |
| André Catão de Miranda                       | Gerente Financeiro                                                    | Posto da Torre                                        | Absolvido | Absolvido em 2ª instância |
| André Vargas                                 | Ex-deputado federal                                                   | sem partido-PR                                        | Condenado | Condenação por corrupção passiva e lavagem de dinheiro a 14 anos e 4 meses de reclusão e multa de 3 salários mínimos por 280 dias (mais de R$ 660 mil) |
| Angelo Alves Mendes                          | Diretor vice-presidente de assuntos corporativos                      | Mendes Júnior                                         | Absolvido | Absolvido em 1ª instância |
| Ângela Palmeira Ferreira                     | Funcionária do Departamento de Pagamentos Estruturados                | Odebrecht                                             | Ré | Julgamento em instrução |
| Aníbal Gomes                                 | Deputado federal                                                      | PMDB-CE                                               | Investigado em inquérito | Investigação não finalizada |
| Antonio Almeida da Silva                     | Ligado a Youssef                                                      | Empreiteira Rigidez                                   | Absolvido | Absolvição das acusações |
| Antonio Anastasia                            | Senador                                                               | PSDB-MG                                               | Investigado em inquérito | Arquivada por falta de prova |
| Antonio Carlos Pieruccini                    | Advogado                                                              | Olvepar                                               | Condenado | Condenação por lavagem de dinheiro a 3 anos, com regime aberto para o início de cumprimento de pena e prestação de serviços à comunidade |
| Antônio Delfim Netto                         | Ex-ministro da Fazenda                                                | Governo Costa e Silva                                 | Falecido | Processo encerrado pela morte do réu. |
| Antônio Pedro Campello de Souza Dias         | Ex-diretor                                                            | Andrade Gutierrez                                     | Denunciado pelo MPF | A avaliar denúncia |
| Armando Furlan Júnior                        | Sócio                                                                 | Fernando Soares                                       | Denunciado pelo MPF | A avaliar denúncia |
| Antonio Palocci                              | ex-Ministro                                                           | PT-SP                                                 | Condenado | Condenação por lavagem de dinheiro e corrupção passiva a 12 anos de prisão. |
| Arthur Lira                                  | Deputado federal                                                      | PP-AL                                                 | Investigado em inquérito | Acusação de corrupção passiva anulada por supostas incongruências na acusação. Segue sendo investigado em outras acusações. |
| Benedito de Lira                             | Senador                                                               | PP-AL                                                 | Falecido | Processo encerrado pela morte do réu. |
| Bernardo Schiller Freiburghaus               |                                                                       | Odebrecht                                             | Denunciado pelo MPF | A avaliar denúncia de lavagem de dinheiro |
| Beto Richa                                   | Ex-governador e ex-prefeito                                           | PSDB                                                  | Investigado em inquérito | Em andamento |
| Cacá Leão                                    | Deputado federal                                                      | PP-BA                                                 | Investigado em inquérito | Investigação não finalizada |
| Camila Ramos                                 | Filha                                                                 | José Dirceu                                           | Denunciada pelo MPF | A avaliar denúncia de lavagem de dinheiro |
| Carlos Magno                                 | Ex-deputado federal                                                   | PP-RO                                                 | Investigado em inquérito | Investigação não finalizada |
| Cândido Vaccarezza                           | Ex-deputado federal                                                   | PT-SP                                                 | Investigado em inquérito. Foi preso temporariamente na 43ª fase da operação                                                                              | Investigação não finalizada |
| Celso Araripe d’Oliveira                     | Funcionário                                                           | Petrobras                                             | Denunciado pelo MPF | A avaliar denúncia |
| César Augusto Craveiro De Amorim             | Sócio da High Control Luis)                                           | Luiz Fernando Pezão                                   | Investigado junto a Luiz Fernando Pezão por lavagem de dinheiro, organização criminosa e corrupção ativa e passiva.                                      | Preso preventivamente na Operação Boca de Lobo. |
| Cesar Ramos Rocha                            | Ex-diretor                                                            | Odebrecht                                             | Condenado | Condenação por associação criminosa e corrupção ativa a 9 anos, 10 meses e 20 dias em regime fechado. |
| Ciro Nogueira                                | Senador                                                               | PP-PI                                                 | Investigado em inquérito | Considerado culpado por corrupção e lavagem de dinheiro, aguardando recursos de defesa. |
| Cláudio Fernandes Vidal                      | Sócio da J.R.O Pavimentação                                           | Luiz Fernando Pezão                                   | Investigado junto a Luiz Fernando Pezão por lavagem de dinheiro, organização criminosa e corrupção ativa e passiva.                                      | Preso preventivamente na Operação Boca de Lobo. |
| Cristiano Kok                                | Presidente                                                            | Engevix Engenharia                                    | Denunciado pelo MPF | A avaliar denúncia de organização criminosa, corrupção ativa e lavagem de dinheiro |
| Dalton dos Santos Avancini                   | Ex-presidente do Conselho de Administração                            | Camargo Corrêa                                        | Condenado | Condenação por corrupção, lavagem de dinheiro e pertinência à organização criminosa a 15 anos e 10 meses de prisão |
| Daniela Leopoldo e Silva Facchini            | Arquiteta                                                             | José Dirceu                                           | Denunciada pelo MPF | A avaliar denúncia de lavagem de dinheiro |
| Dario de Queiroz Galvão                      | Ex-presidente                                                         | Galvão Engenharia                                     | Condenado | Condenação por corrupção ativa, lavagem de dinheiro e associação criminosa a 13 anos e 2 meses de prisão |
| David Muino Sanchez                          | Gerente                                                               | Banca della Svizzera Italiana - BSI                   | Preso em Curitiba. Denunciado em inquérito por ter atuado junto ao banco suíço para abrir empresas offshores, com o objetivo de lavar o dinheiro ilegal. | Investigação não finalizada. |
| Delcídio do Amaral                           | Senador (cassado)                                                     | PT-MS (atualmente sem partido)                        | Investigado em inquérito | Em andamento; preso por ter sido gravado tentando comprar o silêncio e obstrução da justiça ao tentar a fuga do ex-diretor ex-diretor da Petrobras Nestor Cerveró ao exterior. |
| Dilceu Sperafico                             | Deputado federal                                                      | PP-PR                                                 | Investigação arquivada | Investigação arquivada |
| Dilma Rousseff                               | Ex-presidente da República                                            | PT-MG                                                 | Denunciada pelo MPF | Nunca foi indiciada no inquérito, e, portanto, não houve investigação. Chegou a ser emitido pedido de prisão preventivo por proximidade com indiciados, porém o pedido foi negado por falta de justificativas válidas. |
| Edison Lobão                                 | Senador                                                               | PMDB-MA                                               | Investigado em inquérito | Investigação não finalizada |
| Ednaldo Alves da Silva                       | Executivo                                                             | UTC Engenharia                                        | Indiciado pela PF | Não finalizado |
| Eduardo Cunha                                | ex-Deputado Federal e ex-presidente da Câmara dos Deputados           | PMDB-RJ                                               | Condenado | Condenado a 15 anos e 4 meses de prisão em regime fechado |
| Eduardo da Fonte                             | Deputado federal                                                      | PP-PE                                                 | Investigado em inquérito | Investigação não finalizada |
| Eduardo de Oliveira Freitas Filho            | Sócio-gerente                                                         | Freitas Filho Construções Limitada                    | Denunciado pelo MPF | A avaliar denúncia |
| Eduardo Vaz da Costa Musa                    | Ex-gerente-geral da área Internacional                                | Petrobras                                             | Condenado | Condenação por corrupção passiva e lavagem de dinheiro a 11 anos e 8 meses de prisão |
| Eidilaine Soares                             | Esposa                                                                | André Vargas                                          | Denunciada pelo MPF | A avaliar denúncia de lavagem de dinheiro |
| Erton Medeiros Fonseca                       | Diretor-presidente de engenharia industrial                           | Galvão Engenharia                                     | Condenado | Condenação por corrupção ativa, lavagem de dinheiro e associação criminosa a 12 anos e 5 meses de prisão. |
| Elton Negrão de Azevedo Júnior               | Diretor-executivo                                                     | Andrade Gutierrez                                     | Denunciado pelo MPF | A avaliar denúncia |
| Fábio Corrêa                                 | Filho                                                                 | Ex-deputado Pedro Corrêa                              | Absolvido | Absolvido em 1ª instância. |
| Flávio Gomes Machado Filho                   | Operador                                                              | Andrade Gutierrez                                     | Denunciado pelo MPF | A avaliar denúncia |
| Flávio Sá Motta Pinheiro                     | Gerente                                                               | Mendes Júnior                                         | Indiciado pela PF | Não finalizado |
| Fernando Antonio Guimarães Horneaux de Moura | Lobista                                                               | José Dirceu                                           | Denunciado pelo MPF | A avaliar denúncia de organização criminosa, corrupção passiva e lavagem de dinheiro |
| Fernando Bezerra Coelho                      | Senador                                                               | PSB-PE                                                | Denunciado pelo MPF | A avaliar denúncia de corrupção |
| Fernando Collor de Mello                     | Senador                                                               | PTC-AL                                                | Condenado. | Condenado a 8 anos de prisão por corrupção passiva e lavagem de dinheiro. |
| Fernando Pimentel                            | Governador                                                            | PT-MG                                                 | Investigado em inquérito | Investigação não finalizada |
| Flávio David Barra                           | Presidente global                                                     | AG Energia, empresa controlada pela Andrade Gutierrez | Denunciado pelo MPF | A avaliar denúncia de corrupção ativa, lavagem de dinheiro, organização criminosa |
| Gerson Almada                                | Vice-presidente                                                       | Engevix                                               | Denunciado pelo MPF Condenado | Condenação por organização criminosa, corrupção ativa e lavagem de dinheiro por 19 anos de reclusão e multa de R$923 mil. |
| Gladson Cameli                               | Senador                                                               | PP-AC                                                 | Investigado em inquérito | Investigação não finalizada |
| Gleisi Hoffmann                              | Ex-senadora Deputada Federal                                          | PT-PR                                                 | Absolvida | Absolvida |
| Guido Mantega                                | Ex-ministro da fazenda                                                | PT-SP                                                 | Investigado em inquérito | Investigação não finalizada. Foi preso na 34ª fase da Lava Jato, mas depois solto no mesmo dia. |
| Humberto Costa                               | Senador                                                               | PT-PE                                                 | Inquérito arquivado | Inquérito arquivado |
| Ildefonso Colares Filho                      | Diretor-presidente                                                    | Queiroz Galvão                                        | Indiciado pela PF | Não finalizado |
| Ivan Vernon Gomes Torres Júnior              | Ex-funcionário                                                        | Ex-deputado Pedro Corrêa                              | Condenado | Condenação por lavagem de dinheiro a 5 anos em regime semiaberto |
| Jaques Wagner                                | Ex-ministro chefe da Casa Civil e ex-governador                       | PT-BA                                                 | Investigado em inquérito | Em andamento |
| Jean Alberto Luscher Castro                  | Executivo                                                             | Galvão Engenharia                                     | Condenado | Condenação por corrupção ativa, lavagem de dinheiro e associação criminosa a 11 anos e 8 meses de prisão. |
| Jerônimo Goergen                             | Deputado federal                                                      | PP-RS                                                 | Investigado em inquérito | Investigação não finalizada |
| João Leão                                    | Vice-governador e ex-deputado federal                                 | PP-BA                                                 | Investigado em inquérito | Investigação não finalizada |
| João Alberto Pizzolati                       | Ex-deputado federal                                                   | PP-SC                                                 | Investigado em inquérito | Investigação não finalizada |
| Joesley Batista                              | Presidente                                                            | J&F Investimentos                                     | Investigado | Investigação não concluída |
| José Adolfo Pascowitch                       | Operador do esquema pela Engevix                                      | irmão de Milton Pascowitch                            | Denunciado pelo MPF | A avaliar denúncia de organização criminosa, corrupção ativa e lavagem de dinheiro, |
| João Procópio de Almeida Prado               | Executivo                                                             | Youssef                                               | Condenado | Condenação por lavagem de dinheiro a 2 anos e 6 meses de reclusão |
| José Antunes Sobrinho                        | Executivo                                                             | Engevix Engenharia                                    | Denunciado pelo MPF | A avaliar denúncia de corrupção ativa e lavagem de dinheiro |
| José Dirceu de Oliveira e Silva              | Ex-ministro da Casa Civil                                             | PT-SP                                                 | Denunciado pelo MPF Condenado Condenação anulada | Condenação anulado após constatação da parcialidade no julgamento por parte do juiz responsável por ela (Sérgio Moro). |
| José Humberto Cruvinel Resende               | Engenheiro                                                            | Mendes Júnior                                         | Absolvido em 1ª instância | |
| José Iran Peixoto Júnior                     | Secretário estadual de Obras (RJ)                                     | Luiz Fernando Pezão                                   | Investigado junto a Luiz Fernando Pezão por lavagem de dinheiro, organização criminosa e corrupção ativa e passiva.                                      | Preso preventivamente na Operação Boca de Lobo. |
| José Linhares                                | Ex-deputado federal                                                   | PP-CE                                                 | Investigado em inquérito | Investigação não finalizada |
| José Mentor                                  | Deputado federal                                                      | PT-SP                                                 | Investigado em inquérito | Investigação não finalizada |
| José Otávio Germano                          | Deputado federal                                                      | PP-RS                                                 | Investigado em inquérito | Investigação não finalizada |
| João Vaccari Neto                            | Ex-tesoureiro                                                         | PT                                                    | Condenado | Condenação por corrupção passiva e lavagem de dinheiro a 15 anos e 4 meses de reclusão |
| Júlio César dos Santos                       | Ex-sócio minoritário                                                  | JD Consultoria                                        | Denunciado pelo MPF | A avaliar denúncia de organização criminosa e lavagem de dinheiro |
| Lázaro Botelho                               | Deputado federal                                                      | PP-TO                                                 | Investigado em inquérito | Investigação não finalizada |
| Lindberg Farias                              | Senador                                                               | PT-RJ                                                 | Investigado em inquérito | Investigação não finalizada |
| Lucélio Roberto von Lechten Góes             | Lobista                                                               | Odebrecht                                             | Denunciado pelo MPF | A avaliar denúncia |
| Luis Carlos Heinze                           | Deputado federal                                                      | PP-RS                                                 | Investigado em inquérito | Investigação não finalizada |
| Luis Fernando Craveiro De Amorim             | Sócio da High Control Luis                                            | Luiz Fernando Pezão                                   | Investigado junto a Luiz Fernando Pezão por lavagem de dinheiro, organização criminosa e corrupção ativa e passiva.                                      | Preso preventivamente na Operação Boca de Lobo. |
| Luiz Alberto Gomes Gonçalves                 | Sócio da J.R.O Pavimentação                                           | Luiz Fernando Pezão                                   | Investigado junto a Luiz Fernando Pezão por lavagem de dinheiro, organização criminosa e corrupção ativa e passiva.                                      | Preso preventivamente na Operação Boca de Lobo. |
| Luiz Argôlo                                  | Ex-deputado federal                                                   | SD-BA                                                 | Condenado | Condenação por corrupção passiva e lavagem de dinheiro a 11 anos e 11 meses de reclusão |
| Luiz Carlos Vidal Barroso                    | Servidor da secretaria da Casa Civil e Desenvolvimento Econômico (RJ) | Luiz Fernando Pezão                                   | Investigado junto a Luiz Fernando Pezão por lavagem de dinheiro, organização criminosa e corrupção ativa e passiva.                                      | Preso preventivamente na Operação Boca de Lobo. |
| Luiz Eduardo de Oliveira e Silva             | Sócio                                                                 | JD Consultoria                                        | Denunciado pelo MPF | A avaliar denúncia de organização criminosa e lavagem de dinheiro |
| Luiz Fernando Faria                          | Deputado federal                                                      | PP-MG                                                 | Investigado em inquérito | Investigação não finalizada |
| Luiz Inácio Lula da Silva                    | Ex-presidente da República                                            | PT-SP                                                 | Inicialmente condenado Posteriormente as condenações foram revogadas                                                                                     | Inicialmente condenado por corrupção passiva e lavagem de dinheiro a 12 anos e 11 meses. Porém sua condenação foi revogada ao ser considerado que suas acusações não estavam ligadas à Lava Jato e pela constatação de que o juiz responsável por ela (Sérgio Moro) possuía interesses pessoais em sua condenação, de forma a dar um veredito não confiável. Aguardando julgamento em outros processos não relacionados a Lava Jato. |
| Luiz Fernando Pezão                          | Ex-governador                                                         | PMDB-RJ                                               | Investigado em inquérito | Investigação não finalizada. Preso preventivamente na Operação Boca de Lobo. |
| Marcelo Bahia Odebrecht                      | Presidente                                                            | Odebrecht                                             | Condenado | Condenação por corrupção, lavagem de dinheiro e associação criminosa a 19 anos e 4 meses de prisão em regime fechado e multa de R$ 108 809 565,00 e US$ 35 milhões (R$ 131 978 000,00 na cotação de 7 de março de 2016). |
| Marcelo Santos Amorim                        | Sobrinho de Luiz Fernando Pezão                                       | Luiz Fernando Pezão                                   | Investigado junto a Luiz Fernando Pezão por lavagem de dinheiro, organização criminosa e corrupção ativa e passiva.                                      | Preso preventivamente na Operação Boca de Lobo. |
| Márcio Farias da Silva                       | Ex-diretor                                                            | Odebrecht                                             | Condenado | Condenado por lavagem de dinheiro, associação criminosa e corrupção ativa a 19 anos e 4 meses de prisão em regime fechado. |
| Mário Negromonte                             | Ex-deputado federal                                                   | PP-BA                                                 | Indiciado pela PF | Investigação não finalizada |
| Mário Negromonte Júnior                      | deputado federal e filho de Mário Negromonte                          | PP-BA                                                 | Indiciado pela PF | Investigação não finalizada |
| Meire Poza                                   | contadora                                                             | Youssef                                               | Presa pela PF | Investigação não finalizada |
| Michel Temer                                 | Ex-presidente da República                                            | PMDB-SP                                               | Réu | Investigação não finalizada. |
| Milton Pascowitch                            | Operador do esquema pela Engevix através da Ecovix                    | Engevix                                               | Denunciado pelo MPF Condenado | Condenação por corrupção passiva, lavagem de dinheiro e organização criminosa a 20 anos de 10 meses de reclusão. |
| Missionário José Olímpio                     | Deputado federal                                                      | DEM-SP                                                | Investigado em inquérito | Investigação não finalizada |
| Nelson Meurer                                | Deputado federal                                                      | PP-PR                                                 | Investigado em inquérito | Investigação não finalizada |
| Olavo Horneaux de Moura Filho                | Operador do esquema                                                   | Irmão gêmeo do empresário Fernando Moura              | Denunciado pelo MPF | A avaliar denúncia de organização criminosa e lavagem de dinheiro |
| Otávio Marques de Azevedo                    | Presidente                                                            | Andrade Gutierrez                                     | Denunciado pelo MPF | A avaliar denúncia |
| Othon Zanoide de Moraes Filho                | Diretor-geral de desenvolvimento comercial                            | Vital Engenharia (empresa do grupo Queiroz Galvão)    | Indiciado pela PF | Não finalizado |
| Otto Garrido                                 | Diretor de operações                                                  | IESA Óleo & Gás (empresa do Grupo Inepar)             | Indiciado pela PF | Não finalizado |
| Paulo Bernardo                               | Ex-ministro                                                           | PT-PR                                                 | Réu | Investigação não finalizada |
| Paulo Sérgio Boghossian                      | Ex-diretor                                                            | Odebrecht                                             | Denunciado pelo MPF | A avaliar denúncia |
| Pedro Corrêa                                 | Ex-deputado federal                                                   | PP-PE                                                 | Condenado | Condenação por corrupção passiva e lavagem de dinheiro a 20 anos, 7 meses e 10 dias de prisão |
| Pedro José Barusco Filho                     | Ex-gerente de serviços                                                | Petrobras                                             | Condenado. Indiciado pela PF em outro processo | Condenação por corrupção passiva, lavagem de dinheiro e associação criminosa |
| Pedro Henry                                  | Ex-deputado federal                                                   | PP-MT                                                 | Investigado em inquérito | Investigação não finalizada |
| Renan Calheiros                              | Senador                                                               | PMDB-AL                                               | Investigado em inquérito. | Delação de corrupção feita por Felipe Parente. Investigação arquivada por falta de evidências de participação no esquema. |
| Renato Molling                               | Deputado federal                                                      | PP-RS                                                 | Investigado em inquérito | Investigação não terminada |
| Renato de Souza Duque                        | Ex-diretor de Serviços                                                | Petrobras                                             | Condenado Indiciado pela PF em outro processo | Condenação por corrupção passiva e lavagem de dinheiro a 20 anos e 8 meses de reclusão |
| Ricardo Ribeiro Pessoa                       | Ex-presidente                                                         | UTC Engenharia                                        | Inidicado pela PF Denunciado pela PRG | Não finalizado |
| Roberto Balestra                             | Deputado federal                                                      | PP-GO                                                 | Investigado em inquérito | Investigação não finalizada |
| Roberto Britto                               | Deputado federal                                                      | PP-BA                                                 | Investigado em inquérito | Investigação não finalizada |
| Roberto Marques                              | Ex-assessor                                                           | José Dirceu                                           | Denunciado pelo MPF | A avaliar denúncia de organização criminosa e lavagem de dinheiro |
| Roberto Teixeira                             | Ex-deputado federal                                                   | PP-PE                                                 | Investigado em inquérito | Investigação não finalizada |
| Rogério Cunha de Oliveira                    | Diretor de óleo e gás                                                 | Mendes Júnior                                         | Condenado | Condenação por corrupção ativa e associação criminosa a 17 anos e 4 meses de reclusão. |
| Rogério Santos de Araújo                     | Ex-diretor                                                            | Odebrecht                                             | Condenado | Condenado por lavagem de dinheiro, associação criminosa e corrupção ativa: 19 anos e 4 meses de prisão em regime fechado. |
| Romero Jucá                                  | Senador                                                               | PMDB-RR                                               | Investigado em inquérito | Investigação não finalizada |
| Roseana Sarney                               | Ex-senadora                                                           | PMDB-MA                                               | Investigada em inquérito | Investigação não finalizada |
| Sandes Júnior                                | Deputado federal                                                      | PP-GO                                                 | Investigado em inquérito | Investigação não finalizada |
| Sérgio Cunha Mendes                          | Vice-presidente                                                       | Mendes Júnior                                         | Condenado | Condenação por corrupção ativa, lavagem de dinheiro e associação criminosa a 19 anos e 4 meses de reclusão em regime fechado. |
| Simão Sessim                                 | Deputado federal                                                      | PP-RJ                                                 | Inquérito arquivado | Inquérito arquivado |
| Valdir Lima Carreiro                         | Diretor-presidente                                                    | IESA Óleo & Gás (empresa do Grupo Inepar)             | Indiciado pela PF | Não finalizado |
| Valdir Raupp                                 | Senador                                                               | PMDB-RO                                               | Investigado em inquérito | Acusado pela PGR de receber R$ 500 000 em propina |
| Vander Loubet                                | Deputado federal                                                      | PT-MS                                                 | Absolvido | Absolvido |
| Vilson Covatti                               | Ex-deputado federal                                                   | PP-RS                                                 | Investigado em inquérito | Investigação não finalizada |
| Waldir Maranhão                              | Deputado federal                                                      | PP-MA                                                 | Investigado em inquérito | Investigação não finalizada |
| Walmir Pinheiro Santana                      | Executivo                                                             | UTC Engenharia                                        | Indiciado pela PF | Não finalizado |
| Jorge Luiz Zelada                            | Ex-diretor                                                            | Petrobras                                             | Denunciado pelo MPF Indiciado pela PF Condenado | Condenação por corrupção passiva e lavagem de dinheiro a 12 anos e 2 meses de prisão em regime fechado. |
| Hamylton Pinheiro Padilha                    | Operador                                                              | ligado a Jorge Zelada                                 | Denunciado pelo MPF | A avaliar denúncia de corrupção ativa, lavagem de dinheiro |
| Raul Schmidt Felippe Junior                  | Ex-funcionário                                                        | Petrobras                                             | Denunciado pelo MPF | A avaliar denúncia de corrupção passiva, lavagem de dinheiro |
| João Augusto Rezende Henriques               | Lobista                                                               | ligado a Jorge Zelada                                 | Denunciado pelo MPF Indiciado pela PF | A avaliar denúncia de corrupção passiva, lavagem de dinheiro |
| Hsin Chi Su (Nobu Su)                        | Executivo                                                             | Empresa chinesa TMT (ligado a Jorge Zelada)           | Denunciado pelo MPF | A avaliar denúncia de corrupção ativa, lavagem de dinheiro |
| Othon Luiz Pinheiro da Silva                 | Ex-presidente                                                         | Eletronuclear                                         | Denunciado pelo MPF | A avaliar denúncia de corrupção passiva, lavagem de dinheiro, embaraço à investigação de organização criminosa, evasão de divisas, organização criminosa |
| Ana Cristina da Silva Toniolo                | filha                                                                 | Othon Luiz Pinheiro da Silva                          | Denunciada pelo MPF | A avaliar denúncia de lavagem de dinheiro, embaraço à investigação de organização criminosa, evasão de divisas, organização criminosa |
| Rogério Nora                                 | Ex-presidente                                                         | Andrade Gutierrez                                     | Denunciado pelo MPF | A avaliar denúncia de corrupção ativa, lavagem de dinheiro, organização criminosa |
| Clóvis Renato                                |                                                                       | Andrade Gutierrez                                     | Denunciado pelo MPF | A avaliar denúncia de corrupção ativa, lavagem de dinheiro, organização criminosa |
| Olavinho Ferreira Mendes                     | ex-executivo                                                          | Andrade Gutierrez                                     | Denunciado pelo MPF | A avaliar denúncia de corrupção ativa, lavagem de dinheiro, organização criminosa |
| Gustavo Botelho                              |                                                                       |                                                       | Denunciado pelo MPF | A avaliar denúncia de corrupção ativa, lavagem de dinheiro, organização criminosa |
| Carlos Gallo                                 |                                                                       |                                                       | Denunciado pelo MPF | A avaliar denúncia de lavagem de dinheiro, embaraço à investigação de organização criminosa, organização criminosa |
| Josué Nobre                                  |                                                                       |                                                       | Denunciado pelo MPF | A avaliar denúncia de lavagem de dinheiro, organização criminosa |
| Geraldo Arruda                               |                                                                       |                                                       | Denunciado pelo MPF | A avaliar denúncia de lavagem de dinheiro |
| José Antunes Sobrinho                        | Sócio                                                                 | Engevix                                               | Denunciado pelo MPF | A avaliar denúncia de corrupção ativa, lavagem de dinheiro, organização criminosa |
| Victor Colavitti                             |                                                                       |                                                       | Denunciado pelo MPF | A avaliar denúncia de lavagem de dinheiro, organização criminosa |
| Carlos Eduardo Strauch Albero                | Diretor                                                               | Engevix Engenharia                                    | Réu na Justiça Federal | A julgar acusações de organização criminosa, formação de cartel, frustração à licitação, lavagem de dinheiro, corrupção ativa e passiva, evasão fraudulenta de divisas, uso de documento falso e sonegação de tributos federais |
| Enivaldo Quadrado                            | Ex-dono                                                               | Bônus-Banval                                          | Condenado | Condenação por lavagem de dinheiro a 7 anos e 6 meses de reclusão. |
| Luiz Roberto Pereira                         | Diretor                                                               | Engevix Engenharia                                    | Réu na Justiça Federal | A julgar acusações de organização criminosa, formação de cartel, frustração à licitação, lavagem de dinheiro, corrupção ativa e passiva, evasão fraudulenta de divisas, uso de documento falso e sonegação de tributos federais |
| Newton Prado Júnior                          | Diretor                                                               | Engevix Engenharia                                    | Réu na Justiça Federal | A julgar acusações de organização criminosa, formação de cartel, frustração à licitação, lavagem de dinheiro, corrupção ativa e passiva, evasão fraudulenta de divisas, uso de documento falso e sonegação de tributos federais |
| Paulo Roberto Costa                          | Diretor de abastecimento                                              | Petrobras                                             | Condenado | Condenação por crime de organização criminosa e lavagem de dinheiro a 7 anos e 6 meses e multa de R$ 408 mil |
| Paulo Roberto Costa                          | Diretor de abastecimento                                              | Petrobras                                             | Réu na Justiça Federal | A julgar acusações de formação de cartel, frustração à licitação, corrupção ativa e passiva, evasão fraudulenta de divisas, uso de documento falso e sonegação de tributos federais |
| Waldomiro de Oliveira                        | Dono                                                                  | MO Consultoria Sanko Sider                            | Condenado | Condenação por crime de organização criminosa e lavagem de dinheiro a 11 anos e 6 meses de prisão e multa de R$ 148 mil |
| Waldomiro de Oliveira                        | Dono                                                                  | MO Consultoria Sanko Sider                            | Réu na Justiça Federal | A julgar acusações de formação de cartel, frustração à licitação, corrupção ativa e passiva, evasão fraudulenta de divisas, uso de documento falso e sonegação de tributos federais |
| Alberto Youssef                              | Doleiro                                                               | —                                                     | Condenado | Condenação por lavagem de dinheiro a 9 anos e 2 meses (suspenso em razão de ultrapassar 32 anos, em razão das outras condenações) e multa de R$ 763 mil |
| Alberto Youssef                              | Doleiro                                                               | —                                                     | Réu na Justiça Federal | A julgar acusações de organização criminosa, formação de cartel, frustração à licitação, corrupção ativa e passiva, evasão fraudulenta de divisas, uso de documento falso e sonegação de tributos federais |
| Nestor Cerveró                               | Ex-Diretor da área internacional                                      | Petrobras                                             | Condenado | Condenação por lavagem de dinheiro a 5 anos de prisão em regime fechado e multas de mais de R$ 500 mil e de R$ 1 140 725,00 |
| Nestor Cerveró                               | Ex-Diretor da área internacional                                      | Petrobras                                             | Denunciado pelo MPF | A avaliar denúncia de corrupção contra o sistema financeiro nacional |
| Carlos Alberto Pereira da Costa              | Representante                                                         | GFD Investimentos                                     | Condenado | Condenação por lavagem de dinheiro, substituída por restrição de direitos a 2 anos e 8 meses |
| Carlos Alberto Pereira da Costa              | Representante                                                         | GFD Investimentos                                     | Réu na Justiça Federal | A julgar acusações de organização criminosa, formação de cartel, frustração à licitação, corrupção ativa e passiva, evasão fraudulenta de divisas, uso de documento falso e sonegação de tributos federais |
| Carlos Habib Chater                          |                                                                       | Youssef                                               | Condenado | Condenação por lavagem de dinheiro a 4 anos e 9 meses de prisão em regime fechado e por lavagem de dinheiro (noutro caso) a 5 anos e 6 meses em regime fechado |
| Cleverson Coelho de Oliveira                 |                                                                       | Youssef                                               | Condenado | Condenação por evasão de divisas, operação de instituição financeira irregular e pertinência a organização criminosa a 5 anos e 10 dias de prisão |
| Ediel Viana da Silva                         |                                                                       | Youssef                                               | Condenado | Condenação por lavagem de dinheiro e uso de documentos falsos a 3 anos em regime fechado |
| Eduardo Hermelino Leite                      | Ex-vice-presidente                                                    | Camargo Corrêa                                        | Condenado | Condenação por corrupção ativa, lavagem de dinheiro e pertinência à organização criminosa a 15 anos e 10 meses de prisão |
| Esdra de Arantes Ferreira                    | Sócio                                                                 | Labogen                                               | Condenado | Condenação por lavagem de dinheiro a 4 anos e 5 meses e multa de R$ 20 mil |
| Faiçal Mohamed Nacirdine                     |                                                                       | Youssef                                               | Condenado | Condenação por operar instituição financeira irregular a 1 ano e 6 meses |
| Fernando 'Baiano' Antônio Falcão Soares      | Lobista                                                               | —                                                     | Condenado | Condenação por corrupção passiva e lavagem de dinheiro a 16 anos e 1 mês de prisão |
| Fernando Augusto Stremel Andrade             | Funcionário                                                           | Construtora OAS                                       | Condenado | Condenação por lavagem de dinheiro a 4 anos de reclusão (pena substituída por prestações de serviços à comunidade e pagamento de multa de 50 salários mínimos) |
| Fernando Augusto Stremel Andrade             | Funcionário                                                           | Construtora OAS                                       | Absolvido | Absolvição de acusações de corrupção ativa e organização criminosa, por falta de provas |
| Iara Galdino da Silva                        | Doleira                                                               |                                                       | Condenada | Condenação por evasão de divisas, operação de instituição financeira irregular, corrupção ativa e pertinência à organização a 11 anos e 9 meses de prisão |
| Jayme Alves de Oliveira Filho                | Ex-agente da Polícia Federal                                          | Youssef                                               | Condenado | Condenação por lavagem de dinheiro e pertinência à organização criminosa a 11 anos e 10 meses |
| João Ricardo Auler                           | Ex-presidente do Conselho de Administração                            | Camargo Corrêa                                        | Condenado | Condenação por corrupção e de pertinência à organização criminosa a 9 anos e 6 meses de prisão |
| José Aldemário Pinheiro Filho                | Presidente                                                            | Construtora OAS                                       | Condenado | Condenação por organização criminosa, corrupção ativa, lavagem de dinheiro a 16 anos e quatro meses de reclusão |
| José Ricardo Nogueira Breghirolli            | Contato                                                               | Youssef–Construtora OAS                               | Condenado | Condenação por organização criminosa, lavagem de dinheiro a 11 anos de reclusão |
| José Ricardo Nogueira Breghirolli            | Contato                                                               | Youssef–Construtora OAS                               | Absolvido | Absolvição de acusação de corrupção ativa, por falta de provas |
| Juliana Cordeiro de Moura                    |                                                                       | Youssef                                               | Condenada | Condenação por evasão de divisas e de operação de instituição financeira irregular a 2 anos e 10 dias de prisão |
| Julio Gerin de Almeida Camargo               | Executivo                                                             | Toyo Setal                                            | Condenado | Condenação por corrupção ativa e lavagem de dinheiro a 14 anos de prisão (provável redução para 5 anos em regime aberto devido à delação premiada) |
| Julio Gerin de Almeida Camargo               | Executivo                                                             | Toyo Setal                                            | Denunciado pelo MPF | A avaliar denúncia de corrupção contra o sistema financeiro nacional |
| Leonardo Meirelles                           | Sócio                                                                 | Labogen                                               | Condenado | Condenação por lavagem de dinheiro a 6 anos e 8 meses e multa de R$ 68 mil e por lavagem de dinheiro (noutro caso) a 5 anos e 6 meses e 20 dias e multa de R$ 171 mil |
| Luccas Pace Júnior                           | Operador de câmbio                                                    | Youssef                                               | Condenado | Condenação por evasão de divisas, por operar instituição financeira irregular e pertinência a organização criminosa a 4 anos, 2 meses e 15 dias de prisão (reduzido à metade devido à delação premiada) |
| Márcia Danzi Russo Corrêa de Oliveira        | Nora                                                                  | Ex-deputado Pedro Corrêa                              | Absolvida | Absolvida em 1ª instância. |
| Marcio Andrade Bonilho                       | Sócio                                                                 | Sanko Sider                                           | Condenado | Condenação por crime de organização criminosa e lavagem de dinheiro a 11 anos e 6 de prisão e multa de R$ 741 mil |
| Marcio Andrade Bonilho                       | Sócio                                                                 | Sanko Sider                                           | Absolvido | Absolvição de outras acusações |
| Maria Dirce Penasso                          | Laranja                                                               | Youssef                                               | Condenada | Condenação por evasão de divisas e operação de instituição financeira irregular a 2 anos, um mês e 10 dias de prisão |
| Mário Lúcio de Oliveira                      | Diretor de agência de viagem                                          | GFD                                                   | Absolvido | Absolvido em 1ª instância. |
| Matheus Coutinho de Sá Oliveira              | Vice-presidente do conselho executivo                                 | Construtora OAS                                       | Condenado | Condenação por organização criminosa e lavagem de dinheiro a 11 anos de reclusão |
| Matheus Coutinho de Sá Oliveira              | Vice-presidente do conselho executivo                                 | Construtora OAS                                       | Absolvido | Absolvição da acusação de corrupção ativa, por falta de provas |
| Nelma Mitsue Penasso Kodama                  | Doleira                                                               |                                                       | Condenada | Condenação por evasão de divisas, operação de instituição financeira regular, corrupção ativa e pertinência a organização criminosa a 18 anos de prisão |
| Pedro Argese Junior                          | Operador do esquema                                                   | Youssef                                               | Condenado | Condenação por lavagem de dinheiro a 4 anos e 5 meses e multa de R$ 20 mil |
| Rafael Ângulo Lopez                          | Braço Direito                                                         | Youssef                                               | Condenado | Condenação por lavagem de dinheiro a 6 anos e 8 meses de reclusão, substituída por regime aberto diferenciado |
| Renê Luiz Pereira                            |                                                                       | Youssef                                               | Condenado | Condenação por tráfico de drogas a 14 anos em regime fechado |
| Rinaldo Gonçalves de Carvalho                |                                                                       | Youssef                                               | Condenado | Condenação por corrupção passiva a 2 anos e 8 meses de reclusão |
| Rodrigo Tacla Duran                          | Operador                                                              | Advogado                                              | foragido | Investigação não finalizada |
| Augusto Ribeiro de Mendonça Neto             | Executivo                                                             | Toyo Setal                                            | Condenado | Condenação por corrupção ativa, lavagem de dinheiro e associação criminosa a 16 anos e 8 meses de reclusão |
| Dario Teixeira Alves Júnior                  | Laranja                                                               | Empresa fantoche                                      | Condenado | Condenação por lavagem de dinheiro a 9 anos e 10 meses. |
| Mario Frederico Mendonça Góes                | Lobista                                                               | Odebrecht                                             | Condenado | Condenação por corrupção passiva, lavagem de dinheiro e associação criminosa a 18 anos e 4 meses (reduzida a prisão domiciliar até agosto de 2016 e mais 2 anos de semiaberto devido à delação premiada) |
| Sônia Mariza Branco                          | Operadora do esquema                                                  |                                                       | Condenada | Condenação por lavagem de dinheiro e associação criminosa a 9 anos e 10 meses de reclusão |
| Leon Denis Vargas Ilário                     | Irmão                                                                 | André Vargas                                          | Condenado | Condenação por lavagem de dinheiro a 11 anos e 4 meses de reclusão e multa de 2 salários mínimos por 160 dias (mais de R$ 252 mil) |
| Ricardo Hoffmann                             | Operador ligado a André Vargas                                        | Borghi Lowe                                           | Condenado | Condenação a 12 anos e 10 meses e multa de 5 salários mínimos por 230 dias (mais de R$ 906 mil) |
| Murilo Tena Barros                           |                                                                       | Youssef                                               | Absolvido | Absolvição das acusações |
| Sérgio Cabral                                | ex-Governador                                                         | PMDB-RJ                                               | Condenado | Condenado a mais de 100 anos de prisão em diversos processos e a aguardar julgamento em outros |
|                                              |                                                                       |                                                       | | |

## Lista de políticos envolvidos na Operação Lava Jato
Na Operação Lava Jato, 67 dos 198 nomes citados eram de políticos que, à época das investigações, exerciam ou haviam exercido cargos eletivos ou funções ministeriais ou ocupavam cargos de liderança partidária (como tesoureiro). A lista a seguir reúne apenas tais lideranças políticas, excluindo-se os citados na operação que não tinham vínculo partidário e desempenhavam papel apenas operacional – como doleiros, empresários, diretores de empresas, assessores parlamentares – ou eram parentes de acusados. 
| Nome                            | Cargo exercido à época                                      | Partido             | Estado |
| ------------------------------- | ----------------------------------------------------------- | ------------------- | ------ |
| Aécio Neves                     | Ex-senador e deputado federal                               | PSDB                | MG     |
| Afonso Hamm                     | Deputado federal                                            | PP                  | RS     |
| Aguinaldo Ribeiro               | Deputado federal                                            | PP                  | PB     |
| Aline Corrêa                    | Ex-deputada federal                                         | PP                  | SP     |
| André Vargas                    | Ex-deputado federal                                         | Sem partido (ex-PT) | PR     |
| Aníbal Gomes                    | Deputado federal                                            | PMDB                | CE     |
| Antonio Anastasia               | Senador                                                     | PSDB                | MG     |
| Antônio Delfim Netto            | Ex-deputado federal e ex-ministro da Fazenda                | PP                  | SP     |
| Antonio Palocci                 | Ex-ministro                                                 | PT                  | SP     |
| Arthur Lira                     | Deputado federal                                            | PP                  | AL     |
| Benedito de Lira                | Senador                                                     | PP                  | AL     |
| Beto Richa                      | Ex-governador e ex-prefeito                                 | PSDB                | PR     |
| Cacá Leão                       | Deputado federal                                            | PP                  | BA     |
| Carlos Magno                    | Ex-deputado federal                                         | PP                  | RO     |
| Cândido Vaccarezza              | Ex-deputado federal                                         | PT                  | SP     |
| Ciro Nogueira                   | Senador                                                     | PP                  | PI     |
| Delcídio do Amaral              | Senador (cassado)                                           | Sem partido (ex-PT) | MS     |
| Dilceu Sperafico                | Deputado federal                                            | PP                  | PR     |
| Dilma Rousseff                  | Ex-presidente da República                                  | PT                  | MG     |
| Edison Lobão                    | Senador                                                     | PMDB                | MA     |
| Eduardo Cunha                   | Ex-deputado federal e ex-presidente da Câmara dos Deputados | PMDB                | RJ     |
| Eduardo da Fonte                | Deputado federal                                            | PP                  | PE     |
| Fernando Bezerra Coelho         | Senador                                                     | PSB                 | PE     |
| Fernando Collor de Mello        | Senador                                                     | PTC                 | AL     |
| Fernando Pimentel               | Governador                                                  | PT                  | MG     |
| Gladson Cameli                  | Senador                                                     | PP                  | AC     |
| Gleisi Hoffmann                 | Ex-senadora deputada federal                                | PT                  | PR     |
| Guido Mantega                   | Ex-ministro da fazenda                                      | PT                  | SP     |
| Humberto Costa                  | Senador                                                     | PT                  | PE     |
| Jaques Wagner                   | Ex-ministro chefe da Casa Civil e ex-governador             | PT                  | BA     |
| Jerônimo Goergen                | Deputado federal                                            | PP                  | RS     |
| João Leão                       | Vice-governador e ex-deputado federal                       | PP                  | BA     |
| João Alberto Pizzolati          | Ex-deputado federal                                         | PP                  | SC     |
| José Dirceu de Oliveira e Silva | Ex-ministro da Casa Civil                                   | PT                  | SP     |
| José Linhares                   | Ex-deputado federal                                         | PP                  | CE     |
| José Mentor                     | Deputado federal                                            | PT                  | SP     |
| José Otávio Germano             | Deputado federal                                            | PP                  | RS     |
| João Vaccari Neto               | Ex-tesoureiro                                               | PT                  | SP     |
| Lázaro Botelho                  | Deputado federal                                            | PP                  | TO     |
| Lindberg Farias                 | Senador                                                     | PT                  | RJ     |
| Luis Carlos Heinze              | Deputado federal                                            | PP                  | RS     |
| Luiz Argôlo                     | Ex-deputado federal                                         | SD                  | BA     |
| Luiz Fernando Faria             | Deputado federal                                            | PP                  | MG     |
| Luiz Inácio Lula da Silva       | Ex-presidente da República                                  | PT                  | SP     |
| Luiz Fernando Pezão             | Ex-governador                                               | PMDB                | RJ     |
| Mário Negromonte                | Ex-deputado federal                                         | PP                  | BA     |
| Mário Negromonte Júnior         | Deputado federal (filho de Mário Negromonte)                | PP                  | BA     |
| Michel Temer                    | Ex-presidente da República                                  | PMDB                | SP     |
| Missionário José Olímpio        | Deputado federal                                            | DEM                 | SP     |
| Nelson Meurer                   | Deputado federal                                            | PP                  | PR     |
| Paulo Bernardo                  | Ex-ministro                                                 | PT                  | PR     |
| Pedro Corrêa                    | Ex-deputado federal                                         | PP                  | PE     |
| Pedro Henry                     | Ex-deputado federal                                         | PP                  | MT     |
| Renan Calheiros                 | Senador                                                     | PMDB                | AL     |
| Renato Molling                  | Deputado federal                                            | PP                  | RS     |
| Roberto Balestra                | Deputado federal                                            | PP                  | GO     |
| Roberto Britto                  | Deputado federal                                            | PP                  | BA     |
| Roberto Teixeira                | Ex-deputado federal                                         | PP                  | PE     |
| Romero Jucá                     | Senador                                                     | PMDB                | RR     |
| Roseana Sarney                  | Ex-senadora                                                 | PMDB                | MA     |
| Sandes Júnior                   | Deputado federal                                            | PP                  | GO     |
| Simão Sessim                    | Deputado federal                                            | PP                  | RJ     |
| Valdir Raupp                    | Senador                                                     | PMDB                | RO     |
| Vander Loubet                   | Deputado federal                                            | PT                  | MS     |
| Vilson Covatti                  | Ex-deputado federal                                         | PP                  | RS     |
| Waldir Maranhão                 | Deputado federal                                            | PP                  | MA     |
| Sérgio Cabral                   | Ex-Governador                                               | PMDB                | RJ     |

## Partidos políticos com maior número de indiciados na Lava Jato
Com base nos dados da "Lista de políticos envolvidos na Operação Lava Jato", extrai-se, no quadro a seguir, a participação de cada partido político no ranking de envolvimento na Operação Lava Jato, conforme o número de políticos indiciados. 
| Partido     | Nº de citados | % do total |
| ----------- | ------------- | ---------- |
| PP          | 33            | 49,3%      |
| PT          | 15            | 22,4%      |
| PMDB        | 10            | 14,9%      |
| PSDB        | 3             | 4,5%       |
| Sem partido | 2             | 3,0%       |
| SD          | 1             | 1,5%       |
| PTC         | 1             | 1,5%       |
| PSB         | 1             | 1,5%       |
| DEM         | 1             | 1,5%       |
| Total       | 67            | 100%       |